# بنفشه لی‌لی‌پوتی
 بنفشه لی‌لی‌پوتی(نام علمی: Viola lilliputana) نام یک گونه از سرده بنفشه است.